# هاري ويبر
هاري ويبر (بالإنجليزية: Harry Weber)‏ هو لاعب كرة قاعدة أمريكي، ولد في مارس 1862 في نيويورك في الولايات المتحدة، وتوفي في 22 ديسمبر 1926 في إنديانابوليس في الولايات المتحدة.

## وصلات خارجية
- هاري ويبر على موقعبيزبول رفرنس.كوم (الدوري الرئيسي) (الإنجليزية)
- هاري ويبر على موقعبيزبول رفرنس.كوم (الدوري الثانوي) (الإنجليزية)